# Dzielny zając
Dzielny zając / Odważny zając (ros. Храбрый заяц, Chrabryj zajac) – radziecki krótkometrażowy film animowany z 1955 roku w reżyserii Iwana Iwanowa-Wano oparty na utworze Dmitrija Mamina-Sibiriaka O zającu chwalipięcie (Сказка про храброго Зайца - длинные уши, косые глаза, короткий хвост).

## Obsada (głosy)
- Witalij Kowal jako Wania
- Jelena Aloszina jako Masza
- Gieorgij Wicyn jako dzielny zając
- Wiera Popowa jako babcia
- Władimir Wołodin jako wilk
- Gieorgij Millar jako stary zając

## Animatorzy
Faina Jepifanowa, Boris Czani, Boris Miejerowicz, Wiaczesław Kotionoczkin, Roman Dawydow, Tatjana Fiodorowa, Fiodor Chitruk, Władimir Popow, Konstantin Małyszew, Lidija Riezcowa

## Nagrody
- 1957: Dyplom na I Brytyjskim Międzynarodowym Festiwalu Filmowym (Festiwal Festiwali) w Londynie

## Literatura
- D. N. Mamin-Sibiriak O zającu Chwalipięcie, przeł. z jęz. ros. Maria Kowalewska, Instytut Wydawniczy "Nasza Księgarnia", Warszawa, 1952.